# Vizcondado de San Antón del Arizal
El Vizcondado de San Antón del Arizal fue un título nobiliario español otorgado, con naturaleza de vizcondado previo, el 30 de mayo de 1771, por el rey Carlos III, a favor de Juan Pedro Velázquez-Gaztelu, marino, historiador y regidor perpetuo de la ciudad andaluza de Sanlúcar de Barrameda y miembro de su Sociedad Económica de Amigos del País.
Por su naturaleza de Vizcondado previo, el título revirtió a la Corona cuando se le entregó a su titular la merced hereditaria y perpetua de marqués de Campoameno, el 30 de mayo de 1771.